# Carl Schlichting-Carlsen
Carl Peder August Schlichting-Carlsen (16. oktober 1852 i Flensborg – 27. juli 1903 i Hellebæk) var en dansk landskabsmaler.
Han var en søn af købmand Lorenz Christian Carlsen og Ida født Schlichting. Efter at have gennemgået Kunstakademiets skoler udstillede han i årene 1875-77 væsentlig blomsterbilleder, men har siden 1880 ved sine landskaber, hvis solrige, tiltalende motiver er hentede dels fra Jægersborg Dyrehave og tilgrænsende egne, dels fra Capri og Schweiz’ alpedale og søer, som ham besøgte sammen med Peder Mørk Mønsted.

## Ekstern henvisning
- Carl Schlichting-Carlsen på Kunstindeks Danmark/Weilbachs Kunstnerleksikon